# Wakacje w Prostokwaszynie
Wakacje w Prostokwaszynie (ros. Каникулы в Простоквашино, Kanikuły w Prostokwaszyno) – radziecki film animowany z 1980 roku w reżyserii Władimira Popowa. Drugi z serii Troje z Prostokwaszyna stworzony na podstawie powieści Eduarda Uspienskiego pt. Wujek Fiodor, pies i kot.

## Fabuła
Fiodor nie chce wyjeżdżać na wakacje do Soczi, dlatego też spędza lato w Prostokwaszynie. Towarzyszą mu wierni przyjaciele – kot Matroskin i pies Szarik. Matroskin jest zadowolony z nowego nabytku – krowy Murki, która dostarcza dużo mleka oraz z narodzin jej cielątka o imieniu Gawriusza. Z kolei pies Szarik zajmuje się fotografowaniem dzikiej przyrody.

## Obsada (głosy)
- Marija Winogradowa jako Fiodor
- Oleg Tabakow jako kot Matroskin
- Lew Durow jako pies Szarik
- Walentina Tałyzina jako mama
- Gierman Kaczin jako tata
- Boris Nowikow jako listonosz Pieczkin (Piecuś)